# Nissan Violet 160J
 (août 2016).
Si vous disposez d'ouvrages ou d'articles de référence ou si vous connaissez des sites web de qualité traitant du thème abordé ici, merci de compléter l'article en donnant les références utiles à sa vérifiabilité et en les liant à la section « Notes et références ».
La Nissan Violet 160J est le modèle du constructeur nippon Nissan ayant obtenu le plus de succès en championnat du monde des rallyes.

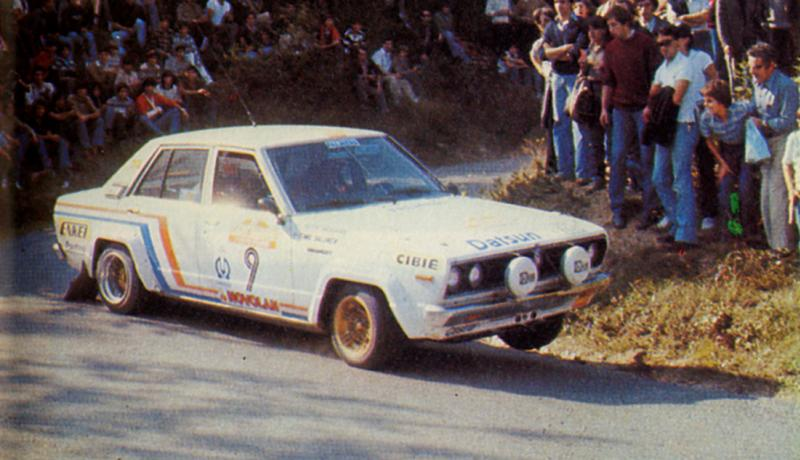
Timo Salonen au rallye Sanremo 1979, sur Datsun 160J.

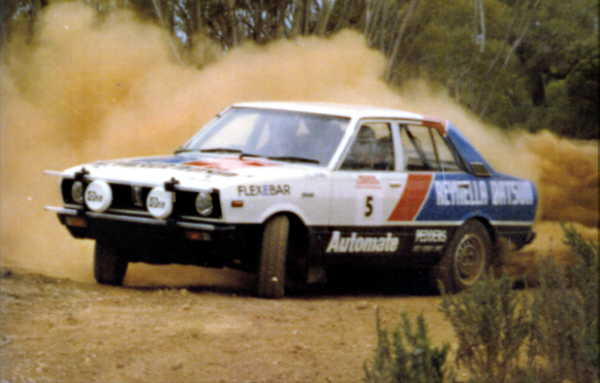
Barry Burns champion d'Australie du Sud des rallyes 1980 et 1981, sur Violet GT.

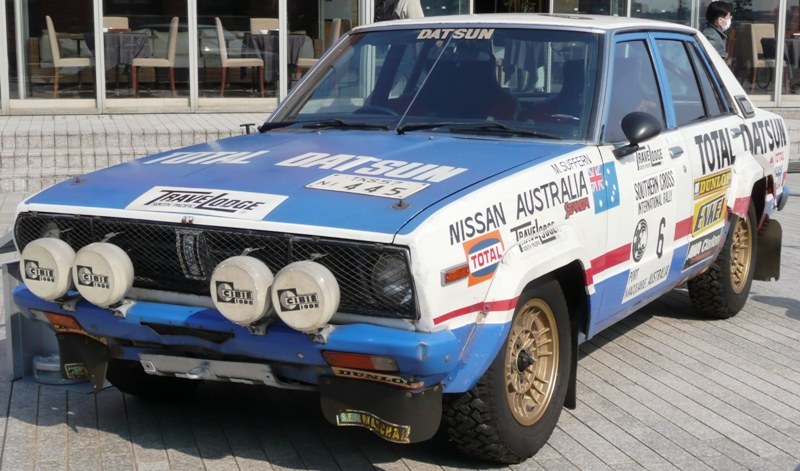
Datsun Violet de M. Suffern ayant participé au Rallye Croix du Sud en 1977.

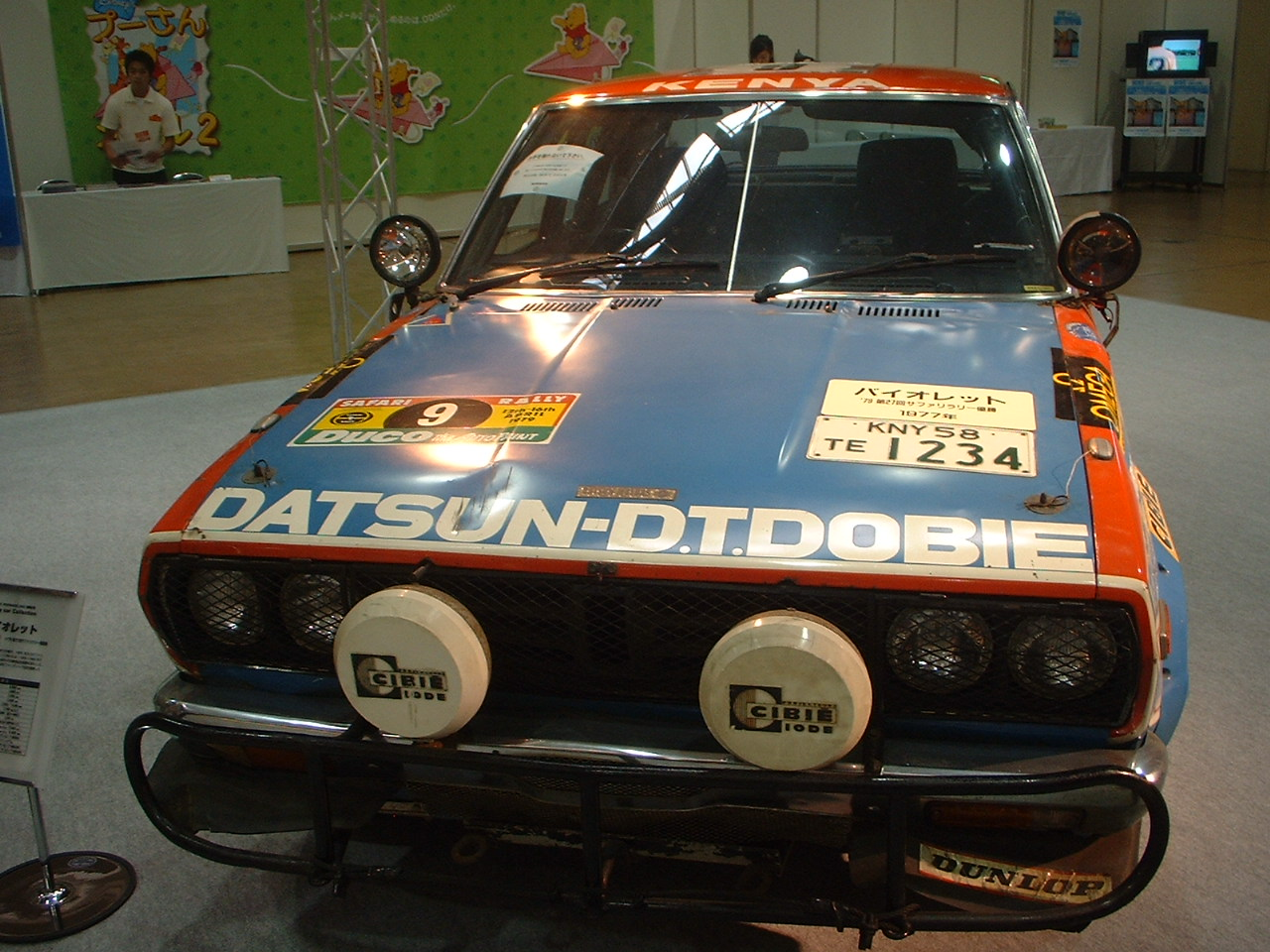
Autre Datsun Violet du Rallye Croix du Sud 1977 (D.T. Dobie).

## Histoire
En version Groupe 4 FIA succédant à la Datsun Violet 710 (trois fois victorieuse du rallye de Nouvelle-Calédonie -dont deux avec Ragnotti-, en 1975, 1977 et 1978) , elle permit notamment au kényan Shekhar Mehta de remporter à quatre reprises consécutives le Rallye Safari. 
Entre 1976 et 1980 elle était pourvue d'un arbre à cames simple (modèle 160J), devenu double en 1981 et 1982 (modèle Violet GT). 
Robuste et endurante, elle s'imposa fréquemment en terre africaine (notamment face à la Peugeot 504), en Océanie, et pour l'Europe sur le réseau routier grec de son époque.

## Palmarès

### Titres
- Datsun triple vice-champion du monde des rallyes constructeurs, en 1979 (160J), 1980 (160J) et 1981 (Violet GT et 160J) ;
- Datsun en Coupe d'Amérique du Nord des rallyes (1976, 1977, 1978, 1979, 1981 et 1982) ;
- Datsun champion d'Afrique du Sud des rallyes en 1977. 1978, 1979 et 1980 (Stanza) ;
- Datsun champion d'Australie des rallyes en 1977, 1979, 1980, 1981, 1982 et 1983 (George Fury 1977 (1600) et 1980 (Stanza),  Ross Dunkerton 1979 (Stanza) et 1983 (1600), et Geoff Portman 1981 et 1982 (Stanza)) ;
- Datsun champion de Grèce des rallyes en 1979, 1980, 1981 et 1982 (Iórgos Moschous sur 160J et Violet GT) ;
- Datsun champion du Moyen-Orient des rallyes: 1979 (Shekhar Mehta sur 160J) ;
- Datsun champion du Portugal des rallyes: 1980 et 1981 (António Santinho Mendes sur 160J) ;
- Datsun champion d'Afrique des rallyes: 1981 (Shekhar Mehta sur Violet GT) ;
  - 3e du championnat du monde des rallyes constructeurs en 1982 (Violet GT).

### Victoires en WRC
| No. | Épreuve                        | Année | Pilote          | Copilote              | Voiture                                  |
| --- | ------------------------------ | ----- | --------------- | --------------------- | ---------------------------------------- |
| 1   | 23e Rallye de l'Acropole       | 1976  | Harry Källström | Claes-Göran Andersson | Datsun 160J                              |
| 2   | 27e Rallye Safari              | 1979  | Shekhar Mehta   | Mike Doughty          | Datsun 160J                              |
| 3   | 28e Rallye Safari              | 1980  | Shekhar Mehta   | Mike Doughty          | Datsun 160J                              |
| 4   | 11e Rallye de Nouvelle-Zélande | 1980  | Timo Salonen    | Seppo Harjanne        | Datsun 160J                              |
| 5   | 29e Rallye Safari              | 1981  | Shekhar Mehta   | Mike Doughty          | Datsun Violet GT (triplé pour la marque) |
| 6   | 13e Rallye de Côte d'Ivoire    | 1981  | Timo Salonen    | Seppo Harjanne        | Datsun Violet GT                         |
| 7   | 30e Rallye Safari              | 1982  | Shekhar Mehta   | Mike Doughty          | Datsun Violet GT                         |

Autres podiums (voiture conduite également au rallye Safari par Rauno Aaltonen entre 1977 et 1981):

160J (1976-1981)

- 2e du Safari 1977 et 1980;
- 2e de l'Acropole 1979 et 1980;
- 2e du Critérium du Québec 1979;
- 3e de l'Acropole 1976, 1977, 1978 et 1979;
- 3e du Safari 1978 et 1981;
- 3e du RAC 1979;
- 3e Argentine 1981;

Violet GT (1981-82)

- 2e du Safari 1981;
- 2e Argentine 1981;
- 3e Corse 1981;
- 3e Côte d'Ivoire 1981;
- 3e du Safari 1982.

Soit 25 podiums en 7 ans.

(nb: en 1970 déjà une Datsun à moteur 1.6L -la 1600 SSS- remporta le Safari et le Bandama, avec les Allemands Hermann et Schüller, puis une 180B SSS le Bandama en 1973)

### Autres victoires notables
- Rallye de Chypre : 1976 avec Shekhar Mehta (160J) ;
- Rallye Croix du Sud : 1977 avec R. Aaltonen (copilote Jeff Beaumont), 1978 et 1979 avec l'Australien George Fury, puis 1980 avec son compatriote Ross Dunkerton (versions Stanza) ;
- Rallye Chemins de l'Inca : 1978 avec Herbert Grimm (160J) ;
- Rallye du Koweït : 1979 avec Shekhar Mehta (160J) ;
- India's Himalayan Rally : 1979 avec Shekhar Mehta (160J, copilote Jayant Shah) ;
- Rallye d'Afrique de Sud : 1982 avec l'anglais Tony Pond (Stanza).

## Remarques
- Shekhar Mehta remporta également le rallye Safari en 1973 sur Datsun 240Z dans le cadre du championnat du monde.
- Avec cette même marque et toujours en WRC, son compatriote Mike Kirkland termina second en 1988 et 1989 (sur Nissan 200SX), ainsi que troisième en 1981 (sur Datsun 160J), 1982 (sur Nissan Violet GTS) et 1985 (Nissan 240RS (en)), sans jamais décrocher la moindre victoire en 18 participations entre 1970 et 1991 (toujours en IMC ou en WRC).